# Hockey Thiene
L'Hockey Thiene è una società italiana di hockey su pista con sede a Thiene. I suoi colori sociali sono il giallo e il blu. Fu costituita nel 1957 col nome di Hockey Robur su iniziativa di alcuni ex-giocatori della Fulgor Hockey.

## Cronistoria
| Cronistoria dell'Hockey Thiene |
| --- |
| - 1957 · Fondazione dell'Hockey Robur. - 1957-1982 · ? - 1982-1983 · ? nel girone B di Serie B, finale play-off promozione. 2ª nel gruppo 1 della Poule A. - 1983-1984 · 5ª in Serie A2. Primo turno del gruppo di Serie A2 di Coppa Italia. - 1984-1985 · 8ª in Serie A2. Ottavi di finale di Coppa Italia. ? in Coppa di Lega. - 1985-1986 · 4ª in Serie A2. Semifinali di Coppa Italia. - 1986-1987 · 4ª in Serie A2, ottavi di finale play-off scudetto. Promossa in Serie A1. - 1987-1988 · 13ª in Serie A1. Quarti di finale di Coppa Italia. - 1988-1989 · 13ª in Serie A1. Ottavi di finale di Coppa Italia. - 1989-1990 · 10ª in Serie A1. ? in Coppa Italia. - 1990-1991 · 5ª in Serie A1, semifinali play-off scudetto. - 1991-1992 · 4ª in Serie A1, semifinali play-off scudetto. Semifinali di Coppa CERS. - 1992-1993 · 5ª in Serie A1, semifinali play-off scudetto. ? in Coppa Italia. Finale di Coppa CERS. - 1993-1994 · ? - 1994-1995 · ? - 1995-1996 · ? - 1996-1997 · ? - 1997-1998 · ? - 1998-1999 · ? nel girone A di Serie A2. - 1999-2000 · ? nel girone A di Serie A2. - 2000-2001 · 2ª nel girone A di Serie A2, vince i play-off promozione. Promossa in Serie A1. Finale di Coppa di Lega di Serie A2. - 2001-2002 · 11ª in Serie A1. Retrocessa in Serie A2 e successivamente ripescata in Serie A1. Prima fase di Coppa Italia. Prima fase di Coppa di Lega. - 2002-2003 · 14ª in Serie A1. Retrocessa in Serie A2. Prima fase di Coppa Italia. - 2003-2004 · 5ª in Serie A2. Vince la Coppa Italia di Serie A2 (1º titolo). - 2004-2005 · 6ª in Serie A2. - 2005-2006 · 8ª in Serie A2. - 2006-2007 · 6ª in Serie A2. - 2007-2008 · 7ª in Serie A2. 3ª in poule retrocessione. - 2008-2009 · 2ª in Serie A2. 5ª in poule promozione. Vince la Coppa Italia di Serie A2 (2º titolo). - 2009-2010 · 3ª in Serie A2. 6ª in poule promozione. Prima fase di Coppa di Lega. - 2010-2011 · 6ª in Serie A2, semifinali play-off promozione. Prima fase a gironi di Coppa Italia. - 2011-2012 · 1ª in Serie A2, vince i play-off promozione. Promossa in Serie A1. Seconda fase a gironi di Coppa Italia. - 2012-2013 · 14ª in Serie A1. Retrocessa in Serie A2. Prima fase a gironi di Coppa Italia. - 2013-2014 · 9ª in Serie A2. - 2014-2015 · 3ª in Serie A2, vince i play-off promozione. Promossa in Serie A1. Vince la Coppa Italia di Serie A2 (3º titolo). - 2015-2016 · 14ª in Serie A1. Retrocessa in Serie A2. - 2016-2017 · 2ª in Serie A2, vince i play-off promozione. Promossa in Serie A1. Semifinali di Coppa Italia di Serie A2. - 2017-2018 · 11ª in Serie A1. Prima fase di Federation Cup. - 2018-2019 · 13ª in Serie A1. Retrocessa in Serie A2. Prima fase di Federation Cup. - 2019-2020 · 6ª in Serie A2. - 2020-2021 · 4ª in Serie A2, primo turno play-off promozione. - 2021-2022 · 5ª in Serie A2, ottavi di finale play-off promozione. |

## Palmarès

### Altre competizioni
- Campionato italiano di serie B/A2: 1

2011-2012
- Coppa Italia/Lega A2: 3

2003-2004, 2008-2009, 2014-2015

## Statistiche

### Partecipazioni ai campionati
Nella presente tabella sono presenti esclusivamente i campionati menzionati nella sezione cronologia.
| Livello | Categoria | Partecipazioni | Debutto   | Ultima stagione | Totale |
| ------- | --------- | -------------- | --------- | --------------- | ------ |
| 1º      | Serie A1  | 12             | 1987-1988 | 2018-2019       | 12     |
| 2º      | Serie A2  | 18             | 1983-1984 | 2019-2020       | 18     |

### Partecipazioni alle coppe europee
| Competizione | Partecipazioni | Debutto   | Ultima stagione | Miglior risultato       |
| ------------ | -------------- | --------- | --------------- | ----------------------- |
| Coppa CERS   | 2              | 1991-1992 | 1992-1993       | Finalista nel 1992-1993 |

## Organico

### Staff tecnico
- 1º Allenatore:
- 2º Allenatore:
- Meccanico: